# Домачка
Домачка (пол. Domaczka) — річка в Польщі, у Бельському повіті Сілезької воєводства. Права притока Соли, (басейн Балтійського моря).

## Опис
Довжина річки приблизно 7,03 км, найкоротша відстань між витоком і гирлом — 4,21 км, коефіцієнт звивистості річки — 1,67.

## Розташування
Бере початок на південно-східній околиці села Чанець. Тече переважно на північний захід і у ґміні Поромбка впадає у річку Солу, праву притоку Вісли.

## Цікавий факт
- У селі Чанець на правому березі річки за 417,02 м розташована Колишня габсбурська паперова фабрика у Чанцю[1].